# Calciatore dell'anno (Germania)
Il Calciatore tedesco dell'anno (ted. Fußballer des Jahres) è un premio calcistico assegnato dal quotidiano sportivo Kicker e dall'Associazione dei giornalisti sportivi tedeschi (Verband der Deutschen Sportjournalisten). Si assegna annualmente dal 1960.
È eleggibile qualsiasi calciatore tedesco, indipendentemente dal campionato a cui partecipa, o qualsiasi calciatore straniero militante in Bundesliga.

## Calciatore tedesco dell'anno
Elenco calciatori
- 1960 - Uwe Seeler,   Amburgo
- 1961 - Max Morlock,   Norimberga
- 1962 - Karl-Heinz Schnellinger,   Colonia
- 1963 - Hans Schäfer,   Colonia
- 1964 - Uwe Seeler,   Amburgo
- 1965 - Hans Tilkowski,   Borussia Dortmund
- 1966 - Franz Beckenbauer,   Bayern Monaco
- 1967 - Gerd Müller,   Bayern Monaco
- 1968 - Franz Beckenbauer,   Bayern Monaco
- 1969 - Gerd Müller,   Bayern Monaco
- 1970 - Uwe Seeler,   Amburgo
- 1971 - Berti Vogts,   Borussia M'gladbach
- 1972 - Günter Netzer,   Borussia M'gladbach
- 1973 - Günter Netzer,   Borussia M'gladbach
- 1974 - Franz Beckenbauer,   Bayern Monaco
- 1975 - Sepp Maier,   Bayern Monaco
- 1976 - Franz Beckenbauer,   Bayern Monaco
- 1977 - Sepp Maier,   Bayern Monaco
- 1978 - Sepp Maier,   Bayern Monaco
- 1979 - Berti Vogts,   Borussia M'gladbach
- 1980 - Karl-Heinz Rummenigge,   Bayern Monaco
- 1981 - Paul Breitner,   Bayern Monaco
- 1982 - Karlheinz Förster,   Stoccarda
- 1983 - Rudi Völler,   Werder Brema
- 1984 - Harald Schumacher,   Colonia
- 1985 - Hans-Peter Briegel,   Verona
- 1986 - Harald Schumacher,   Colonia
- 1987 - Uwe Rahn,   Borussia M'gladbach
- 1988 - Jürgen Klinsmann,   Stoccarda
- 1989 - Thomas Häßler,   Colonia
- 1990 - Lothar Matthäus,   Inter
- 1991 - Stefan Kuntz,   Kaiserslautern

- 1992 - Thomas Häßler,   Roma
- 1993 - Andreas Köpke,   Norimberga
- 1994 - Jürgen Klinsmann,   Monaco
- 1995 - Matthias Sammer,   Borussia Dortmund
- 1996 - Matthias Sammer,   Borussia Dortmund
- 1997 - Jürgen Kohler,   Borussia Dortmund
- 1998 - Oliver Bierhoff,   Udinese
- 1999 - Lothar Matthäus,   Bayern Monaco
- 2000 - Oliver Kahn,   Bayern Monaco
- 2001 - Oliver Kahn,   Bayern Monaco
- 2002 - Michael Ballack,   Bayer Leverkusen
- 2003 - Michael Ballack,   Bayern Monaco
- 2004 -  Ailton,   Werder Brema
- 2005 - Michael Ballack,   Bayern Monaco
- 2006 - Miroslav Klose,   Werder Brema
- 2007 - Mario Gómez,   Stoccarda
- 2008 -  Franck Ribéry,   Bayern Monaco
- 2009 -  Grafite,   Wolfsburg
- 2010 -  Arjen Robben,   Bayern Monaco
- 2011 - Manuel Neuer,   Schalke 04
- 2012 - Marco Reus,   Borussia M'gladbach
- 2013 - Bastian Schweinsteiger,   Bayern Monaco
- 2014 - Manuel Neuer,   Bayern Monaco
- 2015 -  Kevin De Bruyne,   Wolfsburg
- 2016 - Jérôme Boateng,   Bayern Monaco
- 2017 - Mesut Özil,   Arsenal
- 2018 - Toni Kroos,   Real Madrid
- 2019 - Marco Reus,   Borussia Dortmund[2]
- 2020 -  Robert Lewandowski,   Bayern Monaco[3]
- 2021 -  Robert Lewandowski,   Bayern Monaco
- 2022 -  Christopher Nkunku,   RB Lipsia
- 2023 -  İlkay Gündoğan,   Manchester City
- 2024 -  Toni Kroos,   Real Madrid

## Calciatore tedesco orientale dell'anno
Il premio fu assegnato dal 1963 al 1991 dalla rivista Die Neue Fussballwoche.
- 1963 - Manfred Kaiser,  Wismut Karl-Marx-Stadt
- 1964 - Klaus Urbanczyk,  Chemie Halle
- 1965 - Horst Weigang,  SC Lipsia
- 1966 - Jürgen Nöldner,  Vorwärts Berlin
- 1967 - Dieter Erler,  FC Karl-Marx-Stadt
- 1968 - Bernd Bransch,  Chemie Halle
- 1969 - Eberhard Vogel,  FC Karl-Marx-Stadt
- 1970 - Roland Ducke,  Carl Zeiss Jena
- 1971 - Peter Ducke,  Carl Zeiss Jena
- 1972 - Jürgen Croy,  Sachsenring Zwickau
- 1973 - Hans-Jürgen Kreische,  Dinamo Dresda
- 1974 - Bernd Bransch,  Carl Zeiss Jena
- 1975 - Jürgen Pommerenke,  Magdeburgo
- 1976 - Jürgen Croy,  Sachsenring Zwickau
- 1977 - Hans-Jürgen Dörner,  Dinamo Dresda

- 1978 - Jürgen Croy,  Sachsenring Zwickau
- 1979 - Joachim Streich,  Magdeburgo
- 1980 - Hans-Ulrich Grapenthin,  Carl Zeiss Jena
- 1981 - Hans-Ulrich Grapenthin,  Carl Zeiss Jena
- 1982 - Rüdiger Schnuphase,  Carl Zeiss Jena
- 1983 - Joachim Streich,  Magdeburgo
- 1984 - Hans-Jürgen Dörner,  Dinamo Dresda
- 1985 - Hans-Jürgen Dörner,  Dinamo Dresda
- 1986 - René Müller,  Lokomotive Lipsia
- 1987 - René Müller,  Lokomotive Lipsia
- 1988 - Andreas Thom,  Dinamo Berlino
- 1989 - Andreas Trautmann,  Dinamo Dresda
- 1990 - Ulf Kirsten,  Dinamo Dresda
- 1991 - Torsten Gütschow,  Dinamo Dresda

## Calciatrice tedesca dell'anno
Elenco calciatrici 
- 1996 - Martina Voss,  Rumeln-Kaldenhausen
- 1997 - Bettina Wiegmann,  Grün-Weiß Brauweiler
- 1998 - Silke Rottenberg,  Siegen
- 1999 - Inka Grings,  FCR Duisburg 55
- 2000 - Martina Voss,  FCR Duisburg 55
- 2001 - Birgit Prinz,  1. FFC Francoforte
- 2002 - Birgit Prinz,  1. FFC Francoforte
- 2003 - Birgit Prinz,  1. FFC Francoforte
- 2004 - Birgit Prinz,  1. FFC Francoforte
- 2005 - Birgit Prinz,  1. FFC Francoforte
- 2006 - Birgit Prinz,  1. FFC Francoforte
- 2007 - Birgit Prinz,  1. FFC Francoforte
- 2008 - Birgit Prinz,  1. FFC Francoforte
- 2009 - Inka Grings,  2001 Duisburg

- 2010 - Inka Grings,  2001 Duisburg
- 2011 - Fatmire Bajramaj,  Turbine Potsdam
- 2012 - Célia Okoyino da Mbabi,  Bad Neuenahr
- 2013 - Martina Müller,  Wolfsburg
- 2014 - Alexandra Popp,  Wolfsburg
- 2015 - Célia Šašić,  1. FFC Francoforte
- 2016 - Alexandra Popp,  Wolfsburg
- 2017 - Dzsenifer Marozsán,  Olympique Lione
- 2018 - Dzsenifer Marozsán,  Olympique Lione
- 2019 - Dzsenifer Marozsán,  Olympique Lione[6]
- 2020 -  Pernille Harder,  Wolfsburg
- 2021 -  Nicole Billa,  Hoffenheim
- 2022 - Lea Schüller,  Bayern Monaco
- 2023 - Alexandra Popp,  Wolfsburg